# RJ Mitte
Roy Frank "RJ" Mitte III, född 21 augusti 1992 i Jackson, Mississippi, USA, är en amerikansk skådespelare. Han är mest känd för sin roll som Walter White Jr. i AMC-serien Breaking Bad. I serien lider hans karaktär av cerebral pares, en funktionsnedsättning  som RJ Mitte även har i verkliga livet. Efter att ha flyttat till Hollywood år 2006, började Mitte träna med en personlig talangchef Addison Witt. De sökte skådespelarmöjligheter där hans funktionshinder skulle hjälpa till att utbilda tittare, vilket ledde honom till audition för rollen i Breaking Bad.

## Filmografi

### Filmer
- 2011 – Stump (kortfilm)
- 2013 – House of Last Things
- 2013 – Wierd Science 2 with Alessandra Ambrosio (kortfilm)
- 2014 – The jigsaw Puzzle Murders

### TV-serier
- 2007 – Hannah Montana (1 avsnitt)
- 2008–2013 – Breaking Bad (62 avsnitt)
- 2013 – Vegas (1 avsnitt)
- 2014 – Switched at Birth (8 avsnitt)